# Amodiaquina
La amodiaquina es un medicamento antipalúdico que se emplea en el tratamiento del paludismo, es un derivado de la cloroquina. Está incluido en la lista de medicamentos esenciales de la Organización Mundial de la Salud.

## Eficacia
La amodiaquina es más efectiva que la cloroquina en el tratamiento del paludismo producido por plasmodium falciparum resistente a la cloroquina. Es más efectivo que esta como medicamento preventivo cuando se usa como profilaxis administrado una vez a la semana. No está disponible en Estados Unidos y otros países occidentales, pero es utilizado habitualmente en África.

## Prevención
Como preventivo se utiliza asociada a la pirimetamina.

## Efectos secundarios
Se han descrito casos de agranulocitosis y hepatotoxicidad, algunos de ellos graves.

## Para mayor información, véase también
- Reposicionamiento de medicamentos